# Järvenpää
Järvenpää là một đô thị tự quản của Phần Lan. Järvenpää có diện tích 37,59 km², dân số 38 528 người với mật độ là 1024,95 người/km². Đây là một phần của vùng đô thị Helsinki.